# Рогонов, Алексей Александрович
Алексе́й Алекса́ндрович Ро́гонов (род. 6 июня 1988 года в Сальске, Ростовская область, РСФСР) — российский фигурист, выступающий в парном катании с Кристиной Астаховой. Он — бронзовый призёр чемпионата России 2012 года, чемпион России среди юниоров 2009 года и серебряный призёр чемпионата мира среди юниоров 2009 года. Вице-чемпион зимней Универсиады 2015 года.

## Карьера

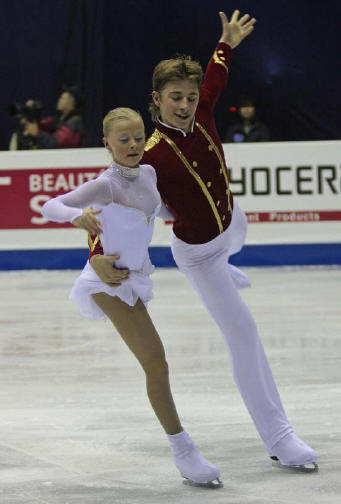
Анастасия Мартюшева и Алексей Рогонов на финале Гран-при сезона 2008—2009.

Алексей Рогонов начал заниматься фигурным катанием в 6 лет в Ачинске у Геннадия Андреевича Петрова. Около 10 лет тренировался на открытом катке, как одиночник и стал победителем «Кубка Сибири и Дальнего Востока». В 16 лет переехал в Пермь и стал кататься как парник у Людмилы Калининой. Первой партнёршей Алексея была Сабина Имайкина.
С Анастасией Мартюшевой Алексей встал в пару в 2006 году, и они переехали в Москву для работы во вновь образованной группе Натальи Павловой.
У пары была довольно большая для юниорского катания разница в возрасте, из-за чего возникли определённые трудности. Ещё в сезоне 2007—2008 года они завоевали бронзовые медали чемпионата России среди юниоров, но не смогли участвовать в международных турнирах из-за возрастного лимита ИСУ, согласно которому, до турниров юниоров допускаются спортсмены достигшие на 1 июля предшествующего года возраста 13-ти лет, а Анастасии было только 12. Подобные проблемы ждали пару и в сезоне 2009—2010, так как на тот момент Алексею исполнится 21 год и он, по правилам, не сможет выступать на юниорском уровне. В то же время, Анастасия, которой не будет к тому времени 15-ти, не сможет быть допущена ко «взрослым» соревнованиям.
В сезоне 2008—2009 пара участвовала в юниорской серии Гран-при, выиграла этап в Великобритании и стала третьей в Мексике, отобравшись таким образом в финал, где стала четвёртой. На чемпионате России 2009 года они были шестыми, а юниорский чемпионат страны выиграли. На чемпионате мира среди юниоров 2009 года, после короткой программы занимали низкое 11-е место, но в произвольной собрались, выиграли этот вид программы и по сумме баллов стали вторыми следом за другой российской парой Любовью Илюшечкиной и Нодари Майсурадзе. В начале олимпийского сезона пара неплохо начала выступать в том числе и на Мемориале Ондрея Непелы, однако затем пара прекратила деятельность.
С мая 2014 Рогонов стал кататься в паре с Кристиной Астаховой. Осенью они дебютировали на международной арене на Кубке Вольво в Риге, который выиграли. В ноябре в Москве проходил российский этап Гран-при, с соревнований снялась российская пара, и Российская федерация заявила на правах хозяев пару Астахову с Рогоновым. Новая пара выступила удачно, оказалась третьей. Через месяц пара столь же удачно выступила на хорватском турнире Золотой конёк Загреба 2014, на котором одержала победу, при этом значительно улучшив свои спортивные достижения в произвольной программе и сумме. На российском чемпионате в конце 2014 года, пара оказалась на 4-м месте.
В начале февраля пара выступала на зимней Универсиаде в Испании. В короткой программе всё сложилось хорошо, спортсмены превысили свои прежние спортивные достижения и шли на втором месте. Но в произвольной программе они не смогли обойти китайских фигуристов. В конце февраля поступала информация, что Астахова и Рогонов едут третьей российской парой на мировое первенство в Шанхай, и они в подтверждение своих амбиций выиграли Кубок России. На чемпионате мира в КНР они замкнули десятку лучших пар мира.
В новом сезоне в октябре 2015 года в Братиславе на Мемориале Непелы фигуристы выступили очень хорошо, улучшив свои спортивные достижения в короткой программе и сумме, а также выиграв произвольную программу. В основе их произвольной программы «Кукла» лежит балетный спектакль «Коппелия» (есть много постановок, и все объединяет кукольность движений).
Через три недели пара выступала в США на серии Гран-при Skate America. Фигуристы выступили неудачно, после короткой программы они занимали предпоследнее место, а в произвольной заняли последнее место. В начале ноября фигуристы выступили на этапе Гран-при Ауди Кубок Китая. Они оказались на пятом месте. В начале декабря спортсмены на турнире в Загребе заняли второе место и улучшили свои прежние достижения в короткой программе. На национальном чемпионате выступление пары было успешным, фигуристы финишировали на четвёртом месте. На европейское первенство в Братиславу фигуристы не попадали и были лишь вторыми запасными. Однако две лучшие российские пары не смогли из-за травм поехать на турнир, и фигуристы впервые дебютировали на континентальном чемпионате.
Новый предолимпийский сезон российская пара начала в Финляндии на традиционном турнире Finlandia Trophy, где они в серьёзной борьбе сумели получить серебряные награды. В середине октября российские фигуристы выступали на этапе Гран-при в Чикаго, где на Кубке Америки заняли место в середине турнирной таблицы. В начале ноября россияне выступали на своём втором этапе Гран-при в Москве, где на Кубке Ростелекома они заняли третье место, при этом они улучшили свои прежние достижения в короткой программе и сумме. В начале декабря пара выступала в Хорватии на турнире Золотой конёк Загреба, где они в упорной борьбе заняли первое место. Однако через несколько часов после соревнований судейская бригада отодвинула россиян на второе место. В конце декабря фигуристы выступили в Челябинске на чемпионате России, где заняли в упорной борьбе четвёртое место. Спортсмены в феврале приняли участие в финале Кубка России, который как и в позапрошлый год выиграли.

### В олимпийский сезон
Новый олимпийский сезон российские фигуристы начали в Братиславе, где на турнире Мемориал Ондрея Непелы, они в упорной борьбе финишировали с серебряными медалями. При этом они улучшили свои прежние достижения в сумме и короткой программе. В начале октября в Эспоо, на Трофее Финляндии, пара финишировала в середине турнирной таблицы. Через две недели россияне выступали в серии Гран-при на домашнем этапе, где пара финишировала с бронзой. Им также вновь удалось улучшить свои прежние достижения, только на этот раз лишь в сумме и произвольной программе. Спустя ещё три недели спортсмены приняли участие в японском этапе серии Гран-при, где финишировали с бронзовыми медалями. Им также удалось улучшить все свои прежние спортивные достижения. В начале декабря последовало выступление на Золотом коньке Загреба, которое пара уверенно завершила на втором месте. На национальном чемпионате в середине декабря в Санкт-Петербурге пара финишировала рядом с пьедесталом. В январе не получила приглашения на Олимпийские игры ведущая российская пара Ксения Столбова и Фёдор Климов, первыми запасными были Астахова и Рогонов. В середине февраля 2018 года в Канныне начались соревнования в индивидуальном турнире. Спортсмены без труда вышли в финальную часть соревнований и
незначительно улучшили свои прежние достижения в короткой программе. В произвольной их выступление было не так хорошо, и финишировали они в конце дюжины.
По окончании сезона (в начале лета) пара приняла решение пропустить текущий сезон по инициативы партнёрши. Алексей после этого принял решение заняться тренерской деятельностью. Однако через пару недель встал в пару с Алиной Устимкиной, с которой год назад, после её травмы спины, расстался Володин. Предстоящий после олимпийский сезон пара пропустила.

## Программы
(с А. Мартюшевой)
| Сезон       | Короткая программа                                                           | Произвольная программа                                                                                    | Показательные выступления        |
| ----------- | ---------------------------------------------------------------------------- | --- | -------------------------------- |

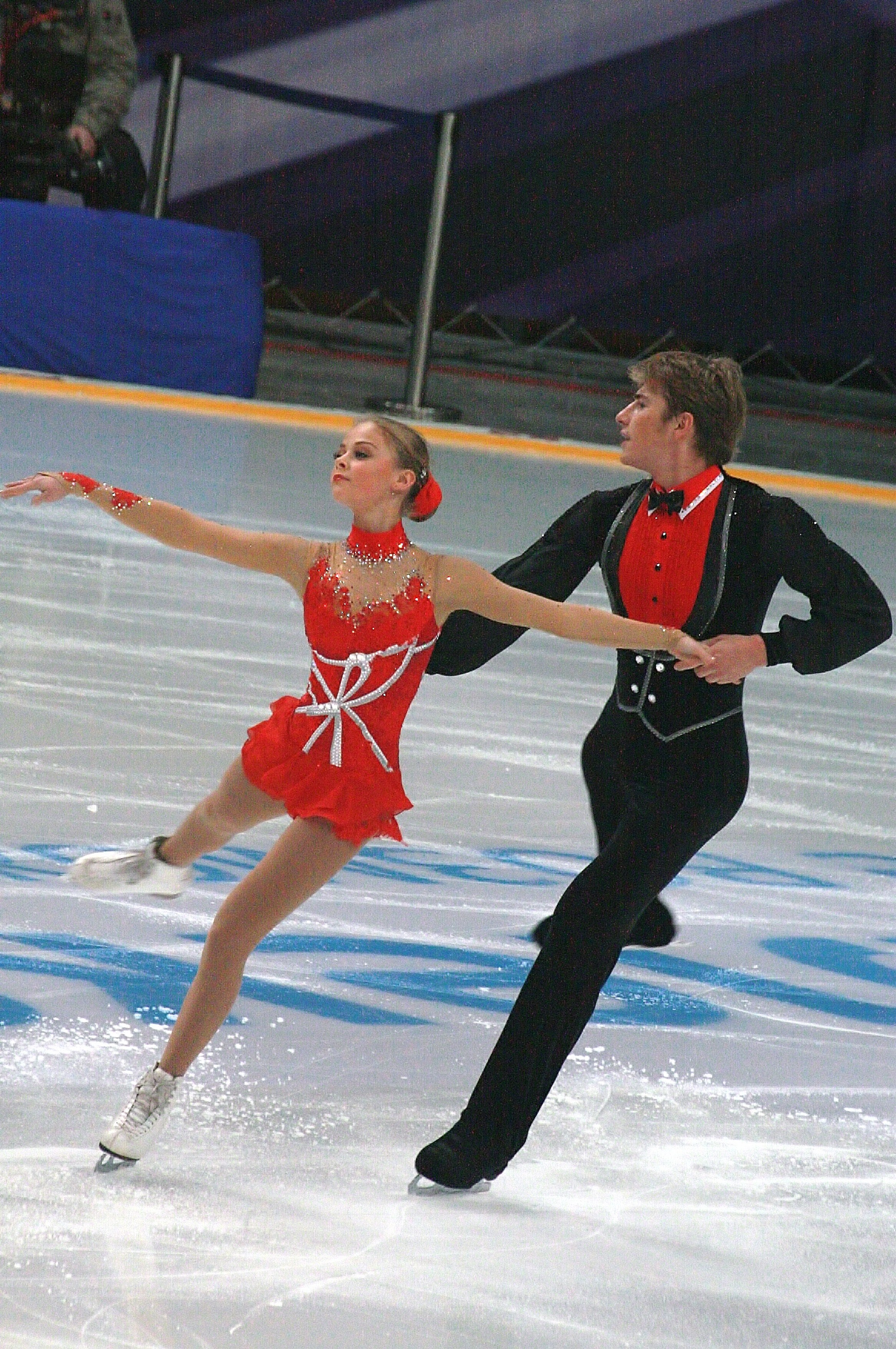
Мартюшева/Рогонов на Rostelecom Cup в 2012

| 2013—2014   | - Сарабанда исполнение Escala хореографы: Сергей Комолов, Алексей Железников | - Les Feuilles Mortes (Autumn Leaves) исполнение Андре Рье хореографы: Сергей Комолов, Алексей Железников |                                  |
| 2012—2013 < | - Cornish Rhapsody Хьюберт Бат                                               | - Саундтрек к к/ф «Миссия» Эннио Морриконе                                                                | - Hello Лайонел Ричи             |
| 2011—2012   | - Зима Антонио Вивальди                                                      | - Leningrad Уильям Джозеф - Ange et Démon Максим Родригес                                                 |                                  |
| 2010—2011   | - Flamenco                                                                   | - Спящая красавица П. И. Чайковский                                                                       |                                  |
| 2009—2010   | - Flamenco                                                                   | - Спящая красавица П. И. Чайковский                                                                       |                                  |
| 2008—2009   | - Коробушка (русская народная песня) исполнение Bond                         | - Щелкунчик П. И. Чайковский                                                                              | - Pájaro Campana Рауль ди Блазио |

## Спортивные достижения

### С К. Астаховой
| Соревнования/Сезон         | 2014–2015 | 2015–2016 | 2016–2017 | 2017–2018 |
| -------------------------- | --------- | --------- | --------- | --------- |
| Олимпийские игры           |           |           |           | 12        |
| Чемпионаты мира            | 10        |           |           | 8         |
| Чемпионаты Европы          |           | 7         |           |           |
| Универсиады                | 2         |           |           |           |
| Гран-при: Cup of Russia    | 3         |           | 3         | 3         |
| Этапы Гран-При: NHK Trophy |           |           |           | 3         |
| Гран-при: Skate America    |           | 7         | 5         |           |
| Гран-при: Cup of China     |           | 5         |           |           |
| Чемпионаты России          | 4         | 4         | 4         | 4         |
| Золотой конёк Загреба      | 1         | 2         | 2         | 2         |
| Кубок Вольво               | 1         |           |           |           |
| Мемориал Ондрея Непелы     |           | 2         |           | 2         |
| Finlandia Trophy           |           |           | 2         | 5         |
| Финал Кубка России         | 1         |           | 1         |           |

### С А. Мартюшевой
| Соревнования                              | 2007—2008 | 2008—2009 | 2009—2010 | 2010—2011 | 2011—2012 | 2012—2013 | 2013—2014 |
| ----------------------------------------- | --------- | --------- | --------- | --------- | --------- | --------- | --------- |
| Чемпионаты мира среди юниоров             |           | 2         |           |           |           |           |           |
| Чемпионаты России                         |           | 6         | 9         | 9         | 3         | 6         |           |
| Чемпионаты России среди юниоров           | 3         | 1         |           |           |           |           |           |
| Этапы Гран-при: Cup of China              |           |           |           |           |           |           | 7         |
| Этапы Гран-при: NHK Trophy                |           |           |           |           |           | 5         | 7         |
| Этапы Гран-при: Rostelecom Cup            |           |           | 7         |           |           | 5         |           |
| Мемориал Ондрея Непелы                    |           |           |           |           |           | 1         | 2         |
| Lombardia Trophy                          |           |           |           |           |           |           | 2         |
| Золотой конёк Загреба                     |           |           | 2         | 1         | 1         |           |           |
| Warsaw Cup                                |           |           |           |           | 1         |           |           |
| Финалы юниорского Гран-при                |           | 4         |           |           |           |           |           |
| Этапы юниорского Гран-при, Мексика        |           | 3         |           |           |           |           |           |
| Этапы юниорского Гран-при, Великобритания |           | 1         |           |           |           |           |           |